# Ohotnîkove (Ohotnîkove), Sakî
Ohotnîkove (în ucraineană Охотникове) este localitatea de reședință a comunei Ohotnîkove din raionul Sakî, Republica Autonomă Crimeea, Ucraina.

## Demografie
Componența lingvistică a localității Ohotnîkove
     Rusă (69,69%)
     Ucraineană (16,75%)
     Tătară crimeeană (12,15%)
     Alte limbi (0,83%)
Conform recensământului din 2001, majoritatea populației localității Ohotnîkove era vorbitoare de rusă (69,69%), existând în minoritate și vorbitori de ucraineană (16,75%) și tătară crimeeană (12,15%).